# دیوردی کوتاشی
دیوردی کوتاشی (مجاری: Kutasi György; ۱۶ سپتامبر ۱۹۱۰ – ۲۹ ژوئن ۱۹۷۷) بازیکن واترپلو اهل مجارستان بود.